# Ilhéu do Baluarte
Ilhéu do Baluarte – niewielka, niezamieszkana wysepka na terenie Republiki Zielonego Przylądka. Jest położona niedaleko wyspy Boa Vista. Jej całkowita powierzchnia wynosi ok. 0,8 km². Jest w całości objęta ochroną (Reserva Natural Integral Ilhéu de Baluarte). Najwyższy punkt na wyspie jest położony ok. 5 m n.p.m., jest wysepką płaską, skalistą, zbudowaną ze skał bazaltowych.